# Technologie- und Gewerbezentrum Schwerin/Wismar
Der Technologie- und Gewerbezentrum e.V. Schwerin-Wismar (TGZ) besteht seit 1990 mit drei Standorten, Schwerin, Wismar und Malchow (Poel) im Westen von Mecklenburg-Vorpommern. Es ist ein Gründerzentrum mit Möglichkeiten zur Existenzgründung, Beratung und Büroflächenvermietung für junge Unternehmen.
Gründer und junge wie auch etablierte Unternehmen sollen durch das TGZ beim Start bzw. der Gründungsphase und im Wachstum unterstützt werden. Bis 2017 haben sich insgesamt über 350 Unternehmen mit rund 2.400 Mitarbeitern im und um das TGZ angesiedelt. Gut die Hälfte etablierte sich in den angrenzenden Technologieparks oder im näheren Umfeld. Rund 200 Unternehmen haben das Technologiezentrum wieder verlassen, 150 davon haben sich in Mecklenburg-Vorpommern niedergelassen. Das TGZ versteht sich als Partner für  Technologieunternehmen im Zusammenhang mit der Firmengründung, dem Unternehmenswachstum, der Unternehmensansiedlung und der Technologieförderung. Dabei wird eine enge Zusammenarbeit mit akademischen Partnern wie der Hochschule Wismar und der Fachhochschule des Mittelstands in Schwerin praktiziert.
Im Jahr 2012 sind hier 100 Unternehmen aus den unterschiedlichsten Branchen ansässig, unter anderem AIRSENSE Analytics GmbH, AumoSoft GmbH, Deutsche Gesellschaft für Umwelterziehung e.V., Hydyne GmbH, Jacobsen Röntgentechnik GmbH, MVweb GmbH & Co KG und PLANET IC GmbH am Standort Schwerin sowie Alfred Kärcher GmbH & Co. KG, B + J Engineering Wismar GmbH, COM VISION Betreibergesellschaft mbH, ENERWIS GmbH, Goertz Möbelmanufaktur, IMAWIS Maritime Wirtschafts- und Schiffbauforschung GmbH und MALEK Medical GmbH am Standort Wismar.
Das Technologiezentrum verfügt über 22.400 m² Büro-, Labor- und Produktionsflächen in Gebäudekomplexen sowie über 25 Hektar Bauland in den Technologieparks Schwerin und Wismar in Nachbarschaft zu anderen Unternehmen und zur Hochschule Wismar mit ihren mehr als 30 Studiengängen und rund 6.000 jungen Studenten.

## Schwerpunkte
Kernbranchen des TGZ sind
- Medizintechnik
- Informations- und Kommunikationstechnologie
- Maschinen- und Anlagenbau
- Wasserstofftechnik
- Elektrotechnik
- Sensorik
- Multimedia

## Technologie- und Innovationsförderung
Gezielt unterstützt M-V kleine wie große Unternehmen und Netzwerke aus Wirtschaft und Wissenschaft. Von 2007 bis 2013 stehen aus den beiden großen EU-Strukturfonds EFRE (Europäischer Fonds für regionale Entwicklung) und ESF (Europäischer Sozialfonds) 155 Millionen Euro für wirtschaftsnahe Forschung und Technologieentwicklung zur Verfügung.
Die Betreuung von Start-Ups und etablierter Unternehmen ist einer der wichtigsten Bausteine der Innovationsförderung. Die Dienstleister im TGZ sind kennen die Aspekte des Technologietransfers und die Erfordernisse bei der Unternehmensgründung und -erweiterung. Sie vermitteln wichtige Kontakte zu Geschäfts- und Kooperationspartnern, Behörden, Kammern und Verbänden. Und sie knüpfen Netzwerke zwischen Wissenschaft und Wirtschaft oder zwischen Wirtschaft und Wirtschaft:

### ATI Westmecklenburg GmbH
Gründungs- und Wachstumsberatung, Business-Pläne und -Konzepte, Innovationstransfer durch Kooperationen und Netzwerke, Seminare und Workshops

### TBI Technologie-Beratungs-Institut GmbH
Fördermittelberatung für Innovationen, Verbundforschungen und Netzwerke sowie Technologie-, Patent- und Marktrecherchen durch die Patent Information Schwerin

### GENIUS Venture Capital GmbH
Beteiligungskapital und Managementberatung

### HIAT gGmbH
Wasserstoffkompetenzzentrum: Forschungseinrichtung mit Schwerpunkt Wasserstoff- und Brennstoffzellentechnologie, Projekte im Verbund mit Technologieunternehmen.

### IFM Institut für Multimediatechnik gGmbH
Kompetenzzentrum für Multimediatechnik: Forschung und Entwicklung auf dem Gebiet der Multimediatechnik; Organisation und Projektmanagement förderfähiger Multimedia-Projekte im Verbund mit Technologieunternehmen